# Vsevolod Larionov
Pour les articles homonymes, voir Larionov.
Vsevolod Dmitrievitch Larionov (en russe : Всеволод Дмитриевич Ларионов), né le 11 septembre 1928 à Moscou (Union soviétique) et mort le 8 octobre 2000, à Moscou (Russie), est un acteur soviétique puis russe.

## Biographie
Vsevolod Larionov est le neveu de l'actrice lauréate du prix Staline Sofia Giatsintova. Sa carrière au cinéma commence alors qu'il est encore adolescent, avec le rôle de Dick Sand dans le film Un capitaine de quinze ans de Vassili Jouravlev. Il suit une formation en art dramatique au sein du Théâtre du Lenkom et, après obtention de son diplôme en 1950, devient acteur de ce théâtre. Il continue son travail au cinéma et travaille aussi au doublage des films et dessins animés. À la radio, il participe régulièrement à l'émission de divertissement S dobrym outrom (С добрым утром!). On lui décerne le titre d'artiste émérite de la RSFSR en 1967 et le titre d'artiste du Peuple de la RSFSR en 1978.
Mort le 8 octobre 2000 à Moscou, après une longue maladie, Vsevolod Larionov est enterré au cimetière Vagankovo.

## Distinctions
- ordre du Drapeau rouge du Travail : 1986
- ordre de l'Honneur : 1999[5]

## Filmographie

### Acteur
- 1945 : Un capitaine de quinze ans de Vassili Jouravlev : Dick Sand
- 1946 : Le Croiseur Variague de Viktor Eisymont : Dorofeev
- 1951 : Prjevalski (Пржевальский) de Sergueï Ioutkevitch : Roborovski
- 1976 : Les Douze Chaises de Mark Zakharov
- 1981 : La Parentèle de Nikita Mikhalkov
- 1979 : Sibériade d'Andreï Kontchalovski
- 1979 : Ce même Münchausen (Тот самый Мюнхгаузен, Tot samyi Munchausen), téléfilm de Mark Zakharov : juge
- 1981 : 6, rue Ogariova (Огарёва, 6) de Boris Grigoriev : Youri Proskouriakov
- 1983 : Les Demidov de Yaropolk Lapchine (ru) : Andreï Ouchakov
- 1983 : Anna Pavlova (Анна Павлова) d'Emil Loteanu : Serge de Diaghilev (TV)
- 1987 : Les Yeux noirs de Nikita Mikhalkov
- 1988 : Zone interdite (Запретная зона) de Nikolaï Goubenko : Minovalov
- 1996 : Ligne de vie de Pavel Lounguine
- 1996 : La Reine Margot (Королева Марго, Koroleva Margo) d'Alexandre Mouratov (ru) : l'Amiral Gaspard de Coligny

### Doublage
- 1976-1991 : 38 perroquets (38 попугаев) de Ivan Oufimtsev : Perroquet
- 1981 : Le Chien botté (Пёс в сапогах) de Efim Gamburg : chien de garde de duc de Buckingham
- 1981 : Le Mystère de la troisième planète (Тайна третьей планеты) de Roman Katchanov : Professeur
- 2006 : Prince Vladimir (Князь Владимир, Knyaz Vladimir) de Iouri Koulakov : Boïane